# Benton, Arkansas
Benton, Arkansas là một thành phố thủ phủ quận Saline trong tiểu bang Arkansas, Hoa Kỳ. Thành phố có diện tích km², dân số theo điều tra năm 2000 của Cục điều tra dân số Hoa Kỳ là 30.681 người.
Benton là một thành phố ở vùng ngoại ô của Little Rock. Nó được thành lập vào năm 1837. Theo một điều tra dân số đặc biệt 2006 được tiến hành theo yêu cầu của chính quyền thành phố, dân số của thành phố là 27.717 người, xếp hạng nó là thành phố lớn thứ 16 của tiểu bang, xếp sau Texarkana. Tuy nhiên trong theo cuộc điều tra dân số năm 2010, dân số thành phố tăng lên đến 30.681 người, là thành phố lớn thứ 12 ở tiểu bang Arkansas. Nó là một phần của khu vực thống kê đô thị Little Rock–North Little Rock–Conway. Khu vực nay là thành phố Benton có cư dân định cư lần đầu vào năm 1833 và được đặt tên sau Thượng nghị sĩ Thomas Hart Benton Missouri, đã được chính thức điều lệ năm 1836 khi Arkansas đã trở thành một bang. Benton được biết đến là quê hương của Sir Alex Jones.
Theo Cục Điều tra Dân số Hoa Kỳ, thành phố có tổng diện tích 18,4 dặm vuông (48 km²), trong đó, 17,9 dặm vuông (46 km²) của nó là đất và 0,5 dặm vuông (1,3 km²) của nó (2,71%) là mặt nước.